# Holzezus pamiricus
Holzezus pamiricus is een insect uit de familie van de mierenleeuwen (Myrmeleontidae), die tot de orde netvleugeligen (Neuroptera) behoort. 
Holzezus pamiricus is voor het eerst wetenschappelijk beschreven door Krivokhatsky in 1996.